# Búðarháls
Búðarháls är en kulle i republiken Island. Den ligger i regionen Austurland, i den östra delen av landet, 300 km öster om huvudstaden Reykjavík. Toppen på Búðarháls är 587 meter över havet.
Trakten runt Búðarháls är nära nog obefolkad, med mindre än två invånare per kvadratkilometer. Det finns inga samhällen i närheten. Trakten runt Búðarháls består i huvudsak av gräsmarker.